# 庫珀冰川
85°30′S 164°30′W / 85.500°S 164.500°W
庫珀冰川是南極洲的冰川，全長30公里，最終在毛德王后山脈注入阿塞爾海伯格冰川南面，在1929年11月由美國的探險隊發現，以美聯社的幹事命名。